# Чемпионат России по самбо 2023
Чемпионат России по самбо 2023 года прошёл в городе Перми с 28 февраля по 3 марта. В соревнованиях приняли участие около 800 спортсменов. По итогам чемпионата были сформированы сборные команды для участия в чемпионатах Европы и мира. В неофициальном командном зачёте первое место заняли спортсмены из Москвы, второе место — самбисты Дагестана и третье место — Свердловская область.

## Медалисты

### Мужчины
| Весовая категория | Золото                               | Серебро                                 | Бронза                                                                   |
| ----------------- | ------------------------------------ | --------------------------------------- | ------------------------------------------------------------------------ |
| до 53 кг          | Нурсултан Садуакасов Алтайский край  | Герман Сорокин Свердловская область     | Камран Мамедов Москва Юрий Меликян Краснодарский край                    |
| до 58 кг          | Саян Хертек Москва                   | Владимир Гладких Свердловская область   | Виталий Симаков Свердловская область Харун Тлишев Краснодарский край     |
| до 64 кг          | Владимир Леонтьев Москва             | Руслан Багдасарян Свердловская область  | Мгер Аджемян Амурская область Тагир Тагиров Дагестан                     |
| до 71 кг          | Рамед Гукев Свердловская область     | Али Турсунов Свердловская область       | Али Дагоев Москва Никита Клецков Москва                                  |
| до 79 кг          | Егор Сухопаров Москва                | Уали Куржев Свердловская область        | Станислав Скрябин Свердловская область Иван Луканин Свердловская область |
| до 88 кг          | Аслан Курбанов Дагестан              | Сергей Кирюхин Санкт-Петербург          | Антон Суровцев Москва Шамиль Гаджиев Москва                              |
| до 98 кг          | Антон Коновалов Владимирская область | Альсим Черноскулов Свердловская область | Андрей Гусаров Москва Денис Баканов Москва                               |
| свыше 98 кг       | Артём Осипенко Брянская область      | Антон Брачёв Свердловская область       | Степан Солдатенков Московская область Вацилов Давудов Дагестан           |

### Женщины
| Весовая категория | Золото                                 | Серебро                                   | Бронза                                                                       |
| ----------------- | -------------------------------------- | ----------------------------------------- | ---------------------------------------------------------------------------- |
| до 50 кг          | Юлия Молчанова Нижегородская область   | Татьяна Фёдорова Чувашия                  | Ольга Полыгалова Пермский край Оксана Кобелева Свердловская область          |
| до 54 кг          | Эльмира Кахраманова Московская область | Маргарита Барнева Нижегородская область   | Вера Лоткова Свердловская область Ангелина Коробкина Москва                  |
| до 59 кг          | Светлана Уварова Москва                | Алёна Алёхина Свердловская область        | Татьяна Шуянова Нижегородская область Гульфия Мухтарова Свердловская область |
| до 65 кг          | Милена Хилова Свердловская область     | Екатерина Оноприенко Свердловская область | Евгения Чиреш Москва Анастасия Гончарова Краснодарский край                  |
| до 72 кг          | Ксения Задворнова Татарстан            | Анастасия Хомячкова Владимирская область  | Таисия Киреева Челябинская область Екатерина Дорошенко Санкт-Петербург       |
| до 80 кг          | Дарья Речкалова Свердловская область   | Алёна Прокопенко Свердловская область     | Анастасия Матвеева Оренбургская область Елена Алленова Тульская область      |
| свыше 80 кг       | Жанара Кусанова Оренбургская область   | Анжела Гаспарян Калининградская область   | Альбина Чоломбитько Свердловская область Елена Хакимова Оренбургская область |

### Боевое самбо
| Весовая категория | Золото                                     | Серебро                                | Бронза                                                                        |
| ----------------- | ------------------------------------------ | -------------------------------------- | ----------------------------------------------------------------------------- |
| до 58 кг          | Мухтар Гамзаев Дагестан                    | Алдар Намсараев Бурятия                | Семён Тайпинов Республика Алтай Владимир Романов Пермский край                |
| до 64 кг          | Шейх-Мансур Хабибулаев Камчатский край     | Павел Пантелеев Новосибирская область  | Александр Донцов Санкт-Петербург Фёдор Дурыманов Краснодарский край           |
| до 71 кг          | Рустам Талдиев Санкт-Петербург             | Ролан Зиннатов Нижегородская область   | Иман Султанов Дагестан Ибрагим Дугиев Ярославская область                     |
| до 79 кг          | Загид Гайдаров Дагестан                    | Асланбек Кодзаев Санкт-Петербург       | Евгений Болотских Белгородская область Джамолдин Сандалов Ярославская область |
| до 88 кг          | Саид Саидов Дагестан                       | Джамбулат Меджидов Костромская область | Абусупиян Алиханов Нижегородская область Гаджимурад Сумалаев Дагестан         |
| до 98 кг          | Абдулхалим Джаватханов Кемеровская область | Виктор Немков Белгородская область     | Хаджимурад Саидов Дагестан Дмитрий Елисеев Санкт-Петербург                    |
| свыше 98 кг       | Михаил Кашурников Москва                   | Шамиль Курамагомедов Дагестан          | Кирилл Сидельников Белгородская область Денис Гольцов Санкт-Петербург         |